# جزیره بوفورت
جزیره بوفورت (انگلیسی: Beaufort Island) یک جزیره در دریای راس واقع در جنوبگان است که شمالی‌ترین عارضه جغرافیایی مجمع‌الجزایر راس به‌شمار می‌رود. این جزیره در ۲۱ کیلومتری شمال کیپ برد در جزیره راس واقع شده است. مساحت جزیره حدود ۱۸٬۴ کیلومتر مربع است.
این جزیره در سال ۱۸۴۱ توسط جیمز کلارک راس کشف شد و به نام فرانسیس بوفورت افسر آب‌نگار نیروی دریایی پادشاهی بریتانیا نام‌گذاری شد.